# گلاو باکس

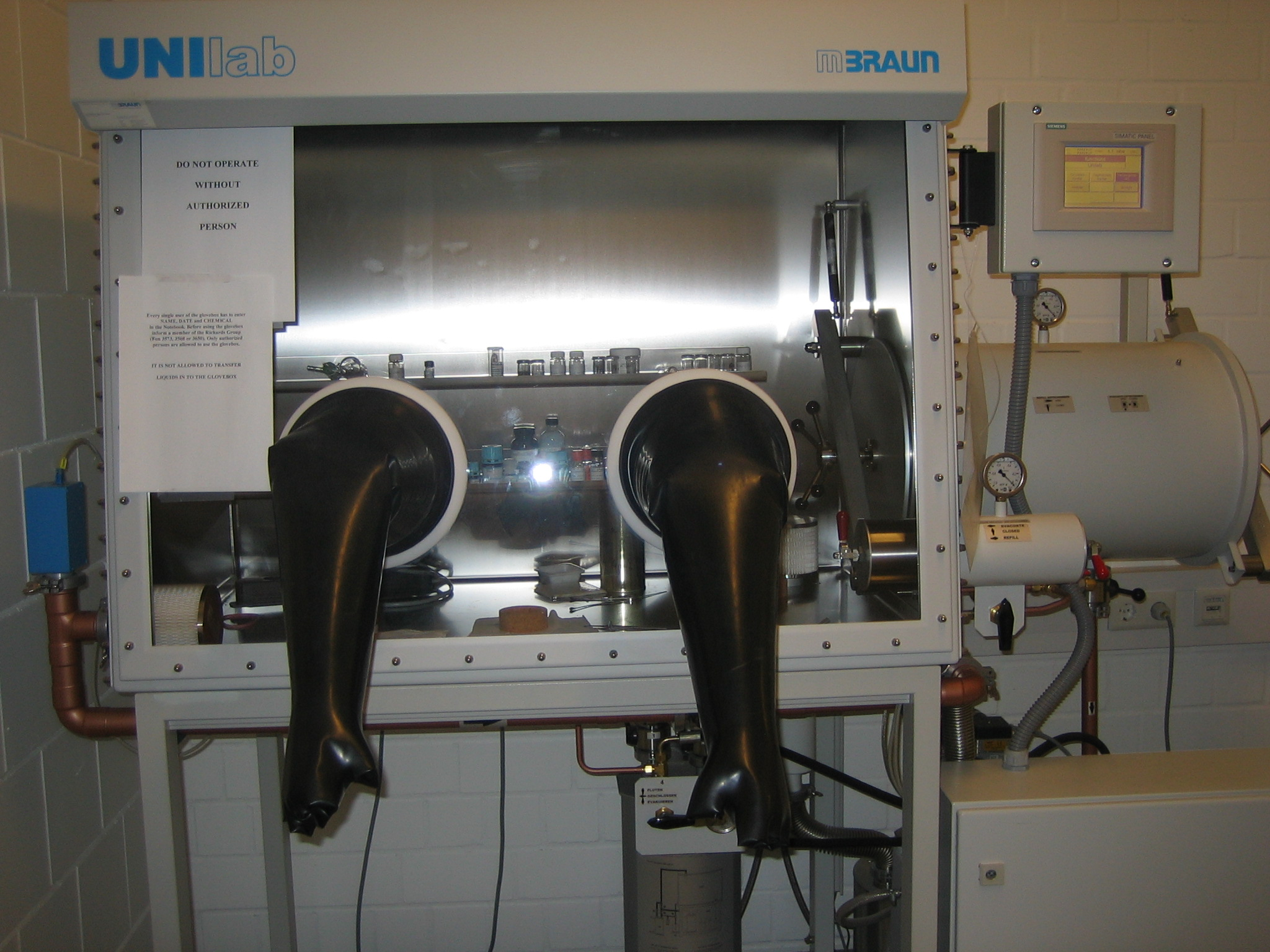
نوع متداول گلاو باکس که در آزمایشگاه‌ها به کار می‌رود

گلاو باکس(به انگلیسی: Glovebox) یکی از ابزارهای آزمایشگاهی می‌باشد که از یک محفظه (معمولاً شیشه‌ای) تشکیل شده‌است که به کاربر اجازه می‌دهد تا در محیطی ایزوله شده با مواد سمی یا عوامل عفونت زا کار کند. همچنین در مواردی که مواد مورد استفاده با هوای اطراف واکنش می‌دهد، از این وسیله استفاده می‌شود به این ترتیب که داخل محفظه را با گازهای بی‌اثری چون نیتروژن و آرگون پر می‌کنند. در این ابزار دو دستکش وجود دارد که به کاربر اجازه می‌دهد بدون تماس با مواد داخل محفظه با آن‌ها کار می‌کنند. برای وارد یا خارج کردن مواد در گلاو باکس یک محفظه واسط طراحی شده‌است. برای این منظور ابتدا درب خارجی محفظه باز می‌شود و ماده مورد در داخل محفظه قرار می‌گیرد سپس هوای داخل محفظه واسط تخلیه و گاز بی‌اثر در داخل آن پر می‌شود. سپس شخص آزمایشگر با بازکردن درب داخلی گلاو باکس ماده مورد نظر را به محفظه اصلی وارد می‌کند.